# Ian Flanagan
Ian Flanagan (* 15. Januar 1982 in St Asaph, Denbighshire, Wales) ist ein ehemaliger britischer Tennisspieler.

## Leben
Flanagan wurde am 15. Januar 1982 in St Asaph (Denbighshire) als Sohn von Sheila und George Flanagan geboren und wuchs im Dorf Graianrhyd auf.
Bereits im Alter von sechs Jahren fing er mit dem Tennisspielen an.
Von 1993 bis 1997 ging Flanagan auf die Ysgol Brynhyfryd, eine weiterführende Schule in Ruthin.
Er litt zwischen 1998 und 2000 am Pfeiffer-Drüsenfieber.

## Karriere
Bei den Youth Olympic Games des Jahres 1996 gewann Flanagan eine Goldmedaille.
Vor 2004 spielte er nie bei einem ATP-Tour-Turnier, jedoch konnte er sich durch seinen Sieg in drei Sätzen mit 6:7, 6:2 und 6:3 gegen den Serben Nenad Zimonjić bei der Qualifikation für die Queen’s Club Championships 2004 für die Hauptrunde qualifizieren.
Zu diesem Zeitpunkt war Flanagan 866. der Tennis-Weltrangliste.
In der ersten Runde des Turniers besiegte er den Australier Mark Philippoussis in zwei Sätzen mit 7:6 und 7:6.
In der zweiten Runde gewann Flanagan gegen den Rumänen Victor Hănescu ebenfalls in zwei Sätzen mit 7:6 und 6:3.
Im Achtelfinale traf er auf den Franzosen Sébastien Grosjean, unterlag ihm jedoch nach 50 Minuten in zwei Sätzen mit 2:6 und 0:6.
Flanagan erreichte seine höchste Platzierung in der Weltrangliste mit Rang 503 im Einzel am 11. Oktober 2004 sowie Rang 366 im Doppel am 26. November 2007.